# Hypenagonia rosacea
Hypenagonia rosacea är en fjärilsart som beskrevs av George Thomas Bethune-Baker 1908. Hypenagonia rosacea ingår i släktet Hypenagonia och familjen nattflyn. Inga underarter finns listade i Catalogue of Life.